# 撻
撻（普通話標準讀音為tà，但口語中幾乎都讀作tǎ，國語讀作ㄊㄚˇ）是一種烘焙食品，屬於西式餡餅的一種，特徵是餡料外露。所使用的外皮大多是撻皮。餡料可以是甜味或是鹹味的，甜味的一般是使用水果，有時會以奶黃作為餡料；鹹味的一般則是使用海鮮作為餡料。Tartlet這個字指稱體積比較小的撻。比较著名的撻類食物包括蛋撻。
翻轉蘋果塔，甜的是以蘋果、梨子、桃子等水果製作，鹹的是以洋蔥、番茄、甜椒等製作，是一種上下顛倒的撻。

## 種類

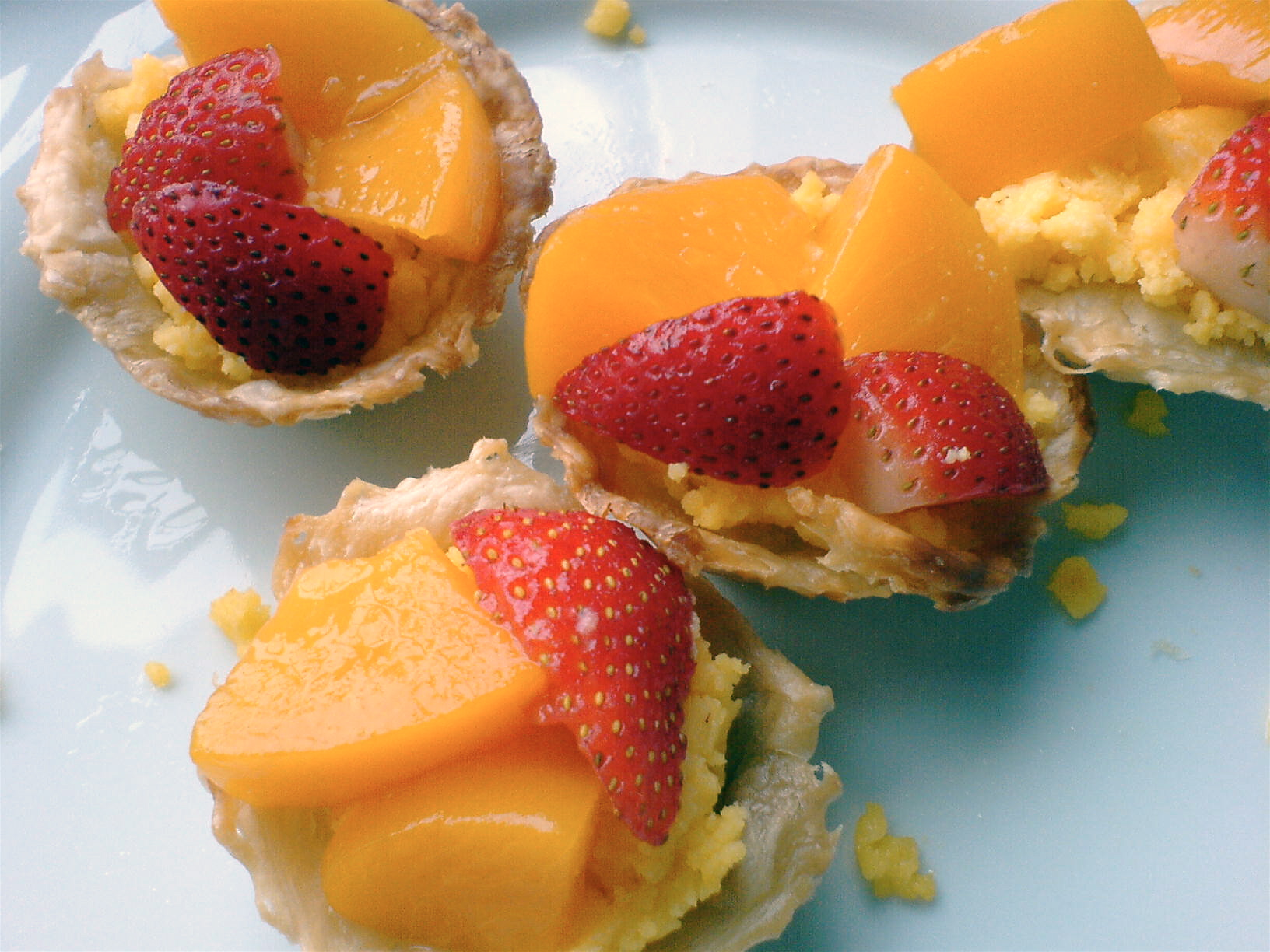
果撻

- 蛋撻
- 椰撻
- 果撻